# 8163 Ishizaki
8163 Ishizaki è un asteroide della fascia principale. Scoperto nel 1990, presenta un'orbita caratterizzata da un semiasse maggiore pari a 2,2559633 UA e da un'eccentricità di 0,1350434, inclinata di 6,89377° rispetto all'eclittica.